# Септиманија
Септиманија је био западни регион римске провинције Нарбонске Галије који је 462. године прешао под визиготску контролу када је Септиманија била предата њиховом краљу, Теодорику II. Под Визиготима, ова област је била позната као „Галија“ или „Нарбоненсис“. Обухватала је отприлике територију данашег модерног француског региона Лангдок-Русијон. У 8. веку на кратко је потпала под власт Кордопског емирата, да би је убрзо поново освојили Франци и на том месту основали Готску марку, која се још називала и Готија (лат. Gothia).
Септиманија је била марка у Каролиншког царства, а онда и западне Француске све до 13. века, иако је културно и политички била одвојена од северне Француске и централне краљевске власти. Регион је био под утицајем Тулуза, Провансе и Каталоније. Био је део културног и лингвистичког региона Окситанија који је коначно потпуно потпао под контролу Француске након Катарског крсташког рата. Од краја 13. века овај регион је био познат под именом Лангдок и његова историја је тесно везана за историју Француске.
Име Септиманије вероватно потиче од дела латинског имена града Безјеа, Колонија Јулија Септиманорум Беатере (лат. Colonia Julia Septimanorum Beaterrae), која је добила име по насељу ветерана римске VII легије у самом граду. Друга могућа теорија о настанку имена је у вези са седам градова који се налазе на њеној територији: Безје, Елн, Агд, Нарбон, Лодев, Магелон и Ним. 
Септиманија се простирала до линије на пола пута између Медитерана и реке Гарона на североистоку, на истоку, Рона ју је делила од Провансе а на југу је била оивичена Пиринејима.